# Crampagna
Crampagna (Okzitanisch: Crampanhan) ist eine französische Gemeinde mit 952 Einwohnern (Stand: 1. Januar 2022) im Département Ariège in der Region Okzitanien; sie gehört zum Arrondissement Foix und ist Mitglied im Gemeindeverband L’Agglo Foix-Varilhes. Die Einwohner werden Crampagnais und Crampagnaises genannt.

## Geografie

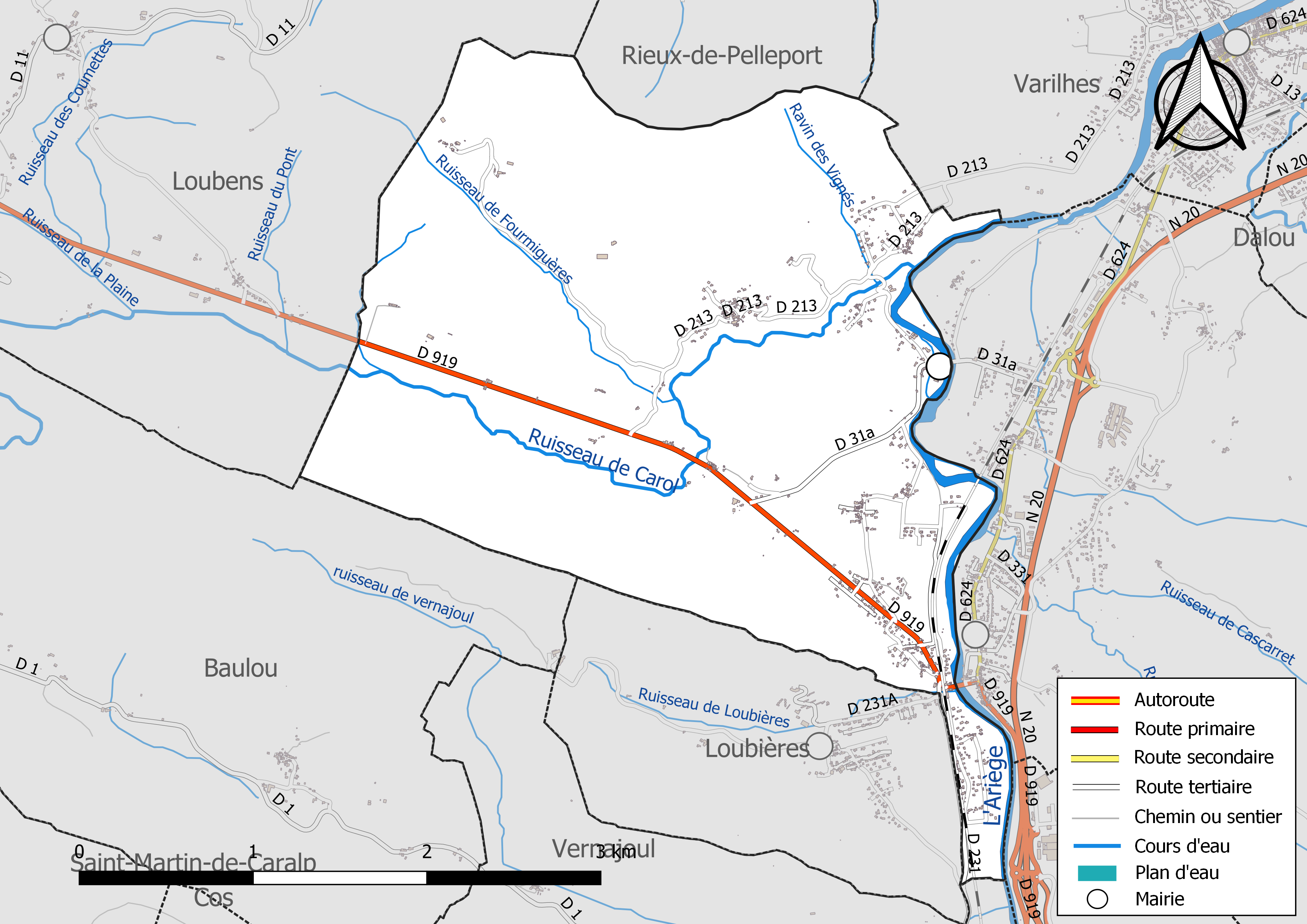
Hydrografie und Infrastruktur der Gemeinde

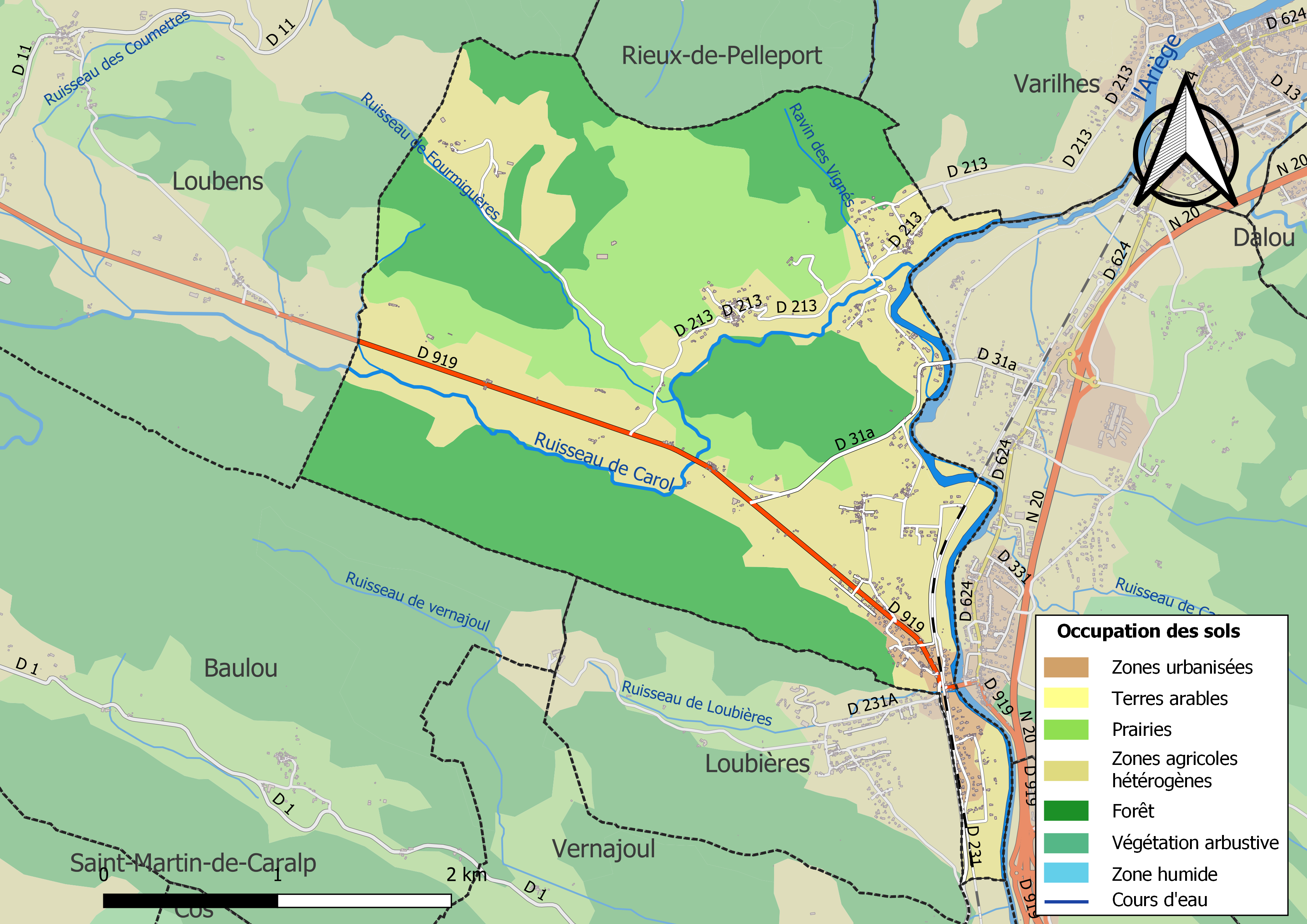
Bodennutzung und Infrastruktur der Gemeinde

Die Gemeinde ist historisch und kulturell Teil des Pays de Foix, rund 65 Kilometer südsüdöstlich der Stadt Toulouse und etwa sieben Kilometer nördlich von Foix.   Die Gemeinde besteht aus den Dörfern Carol und Crampagna, zahlreichen Weilern und Streusiedlungen sowie Einzelgehöften. Crampagna ist eine Ortschaft im Massif du Plantaurel, das ein Teil des Piémont pyrénéen (auch Vor-Pyrenäen genannt) ist. Die Gemeinde liegt knapp östlich des Regionalen Naturparks Pyrénées Ariégeoises. Höchster Punkt der Gemeinde ist der Pic de Montmioul (686 m) im Norden der Gemeinde.
Crampagna befindet sich im Einzugsgebiet der Garonne an der Ariège. Die Gemeinde wird außerdem vom Ruisseau de Carol, vom Bach Ravin des Vignés, vom Ruisseau de Fourmiguères, vom Ruisseau de Loubières und einem weiteren kleinen Bach entwässert. Das Gemeindegebiet ist Teil des Natura 2000-Schutzgebiets „Garonne, Ariège, Hers, Salat, Pique et Neste“, das hauptsächlich der Fischwanderung gewidmet ist, und von fünf ZNIEFF-Naturgebieten. Über die Hälfte der Fläche der Gemeinde wird landwirtschaftlich genutzt, 41 % sind bewaldet.
Umgeben wird Crampagna von den Nachbargemeinden Rieux-de-Pelleport im Norden, Varilhes im Nordosten, Saint-Jean-de-Verges im Osten, Foix und Vernajoul im Südosten, Loubières und Baulou im Süden sowie Loubens im Westen und Nordwesten.

## Geschichte
Im Süden der Gemeinde wurden Siedlungsspuren aus gallo-römischer Zeit gefunden. Im Verlauf des 13. Jahrhunderts wurde das Schloss erbaut. Im Mittelalter lag der Ort innerhalb der Grafschaft Foix, die von 1607 bis zur Französischen Revolution eine Krondomäne des Königs von Frankreich war. Die Gemeinde gehörte von 1793 bis 1801 zum District Mirepoix-Pamiers. Zudem lag Crampagna von 1793 bis 2015 innerhalb des Kantons Varilhes. Die Gemeinde war von 1801 bis 1926 und von 1942 bis 2016 erneut dem Arrondissement Pamiers zugeteilt. Zwischen 1926 und 1942 und seit 2017 gehört sie zum Arrondissement Foix.

## Bevölkerungsentwicklung
| Jahr                       | 1962 | 1968 | 1975 | 1982 | 1990 | 1999 | 2006 | 2019 |
| Einwohner                  | 331  | 321  | 308  | 404  | 509  | 560  | 602  | 864  |
| Quellen: Cassini und INSEE |      |      |      |      |      |      |      |      |

## Sehenswürdigkeiten
- Schloss aus dem 13. Jahrhundert, seit 1977 in Teilen, seit 2015 vollständig als Monument historique eingeschrieben[1]
- Schloss Miquel (auch Château du Barry oder Maison Viguier genannt) aus dem Jahr 1613
- Kirche Saint-Pierre (früher Saint-Blaise et Saint-Michel)
- Überreste eines Tempels in Saint-Agouly und zweier Kapitelle aus römischer Zeit in Puget
- Alte Fachwerkhäuser in Carol
- Denkmal für die Gefallenen[2]
- Zwei Wegkreuze